# Hernán Doren
Hernán Claudio Doren Lois (Santiago, 30 de octubre de 1944) es un ingeniero, empresario y dirigente gremial chileno, expresidente de la Cámara Chilena de la Construcción (CChC) y de la Asociación de Isapres de Chile.
Estudió ingeniería civil en la Universidad de Chile.
Su labor empresarial comenzó en el rubro de la construcción cuando ingresó como socio fundador de la constructora Sical. Esta firma tuvo un importante desarrollo en las concesiones de infraestructura durante la administración del presidente Eduardo Frei Ruiz-Tagle y con Ricardo Lagos como ministro de Obras Públicas.
Dentro de los proyectos más importantes que Sical se adjudicó se cuentan la remodelación del acceso vial al aeropuerto de Santiago y la concesión del aeropuerto de Concepción. Su consolidación en la industria de la construcción vino cuando Sical se fusionó con la constructora Ingecol y la representación en Chile de la brasileña Mendes Júnior.
Fue presidente de la CChC entre 1996 y 1998.
Su ingreso al rubro de la salud privada se produjo cuando pasó a liderar el grupo de empresas Consalud, perteneciente a la CChC, en 1994.
En 2002-2006 y 2010-2015 fue presidente de Isapres de Chile.